# کفرعبیدا
کفرعبیدا (به عربی: كفرعبيدا) یک منطقهٔ مسکونی در لبنان است که در البترون، لبنان واقع شده‌است.
 کفرعبیدا  ۹٬۶۱۳ نفر جمعیت دارد و ۲۰۰ متر بالاتر از سطح دریا واقع شده‌است.